# 模型と工作
模型と工作（もけいとこうさく）は、技術出版から刊行されていた少年向けの工作雑誌である。
1961年、7月に技術出版から刊行された。鉄道模型、スロットカー、Uコン等の模型工作の記事だけでなく、実際にエンジンを搭載して走行するゴーカートや船外機を使用したボートの製作方法も掲載されていた。また、読者が自分で工作機械を製作する記事もあった。
しかし発行部数が伸び悩み、1968年102号で休刊に至る。